# Martin Koch (Skispringer)

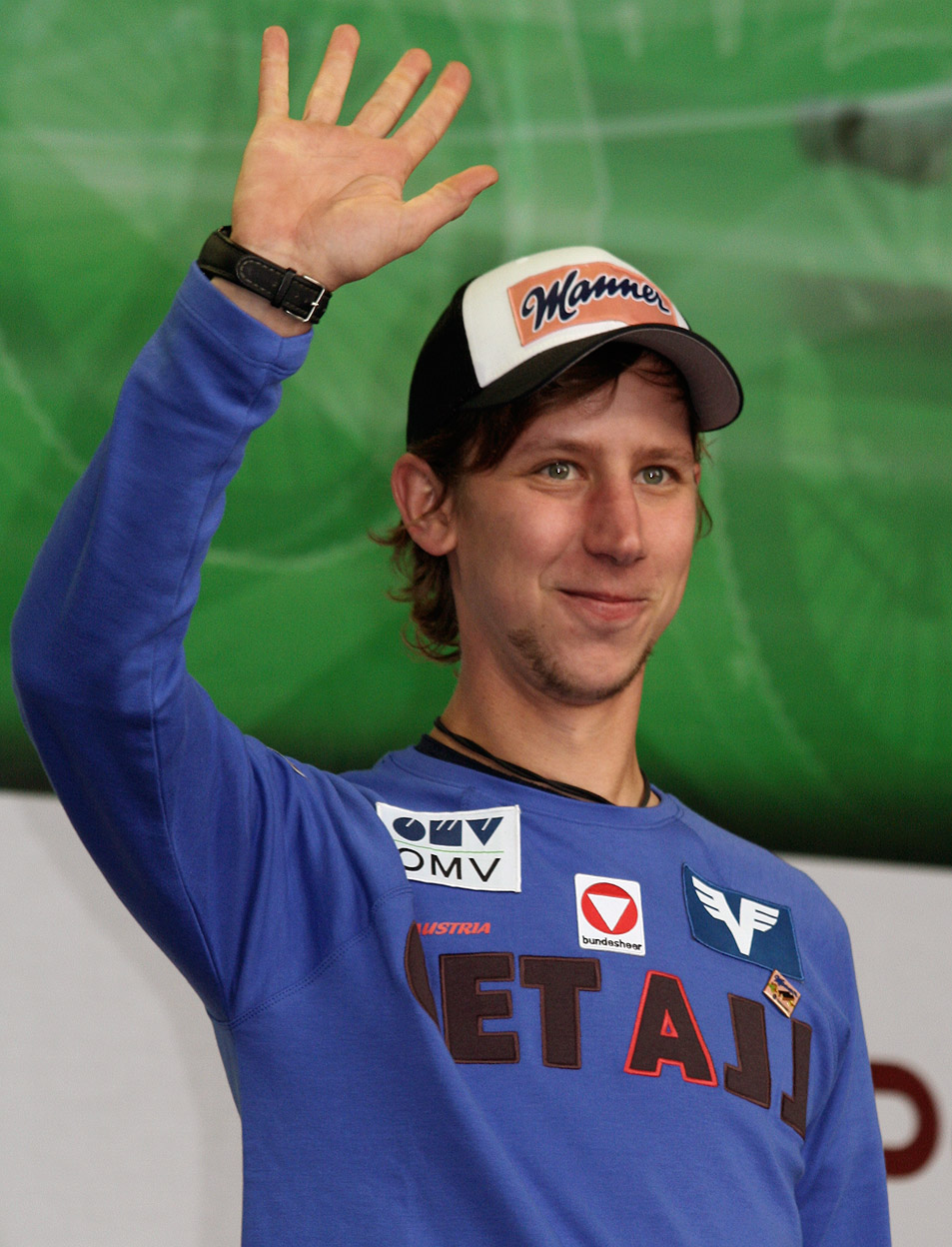
Martin Koch im Jahr 2009

Martin Koch (* 22. Jänner 1982 in Villach) ist ein ehemaliger österreichischer Skispringer. Er sprang für die SV Villach.

## Werdegang
Seine ersten internationalen Erfolge erzielte er 1998 und 1999, als er mit der österreichischen Mannschaft jeweils Junioren-Weltmeister wurde. Nach ersten Einsätzen im Skisprung-Weltcup konnte er in der Saison 2001/02 erstmals richtig aufzeigen und erreichte mit seinem ersten Podestplatz in Engelberg auch die Qualifikation für die Olympischen Winterspiele 2002 in Salt Lake City. Nach drei weniger erfolgreichen Jahren kämpfte er sich wieder ins österreichische Team zurück und wurde als Mitglied der Nationalmannschaft des ÖSV zusammen mit Thomas Morgenstern, Andreas Kofler und Andreas Widhölzl Mannschaftsolympiasieger bei den Olympischen Winterspielen 2006 in Turin. Bei der Skiflug-Weltmeisterschaft 2008 in Oberstdorf wurde Koch Vizeweltmeister im Einzel und Teamweltmeister mit der österreichischen Mannschaft. Auch bei der Skiflug-Weltmeisterschaft 2010 holte er mit der österreichischen Mannschaft den Weltmeistertitel. Beim Skifliegen in Harrachov am 8. Jänner 2011 holte Koch vor seinem Landsmann Thomas Morgenstern seinen 1. Weltcupsieg. Am 11. März 2012 gewann er auf dem Holmenkollbakken im norwegischen Oslo nach drei Siegen im Skifliegen erstmals ein Springen auf einer Großschanze. Im April 2012 gab er dann bekannt, seine Karriere zumindest für eine weitere Saison fortzusetzen, obwohl er zuvor mehrmals mit Rückenproblemen zu kämpfen hatte.
Seit seiner Grundausbildung im Sommer 2001 in Mautern ist er als Zeitsoldat beim österreichischen Bundesheer angestellt und im Heeresleistungssportzentrum Rif bei Salzburg stationiert. An der Universität Klagenfurt studiert Martin Koch Wirtschaft und Recht. Er ist der Sohn von Fritz Koch, mütterlicherseits der Neffe von Armin Kogler und väterlicherseits der Neffe von Heinz Koch.
Er beendete seine aktive Skisprungkarriere mit einem Abschiedssprung am 22. März 2014 beim Weltcup-Finale im slowenischen Planica. Nach seinem Karriereende wurde Koch als Co-Kommentator vom ORF engagiert.

## Sportliche Erfolge

### Olympische Spiele
- Olympische Winterspiele 2002: 14. Normalschanze, 8. Großschanze
- Olympische Winterspiele 2006: 1. Team Großschanze, 23. Normalschanze, 32. Großschanze

### Weltmeisterschaften
- Skiflug-Weltmeisterschaft 2002: 16. Einzel
- Skiflug-Weltmeisterschaft 2006: 4. Einzel, 4. Team
- Skiflug-Weltmeisterschaft 2008: 2. Einzel, 1. Team
- Skiflug-Weltmeisterschaft 2010: 10. Einzel, 1. Team
- Skiflug-Weltmeisterschaft 2012: 3. Einzel, 1. Team
- Nordische Skiweltmeisterschaften 2007: 9. Großschanze

### Weltcupsiege im Einzel
| Nr. | Datum            | Ort        | Typ         |
| --- | ---------------- | ---------- | ----------- |
| 1.  | 8. Jänner 2011   | Harrachov  | Flugschanze |
| 2.  | 5. Februar 2011  | Oberstdorf | Flugschanze |
| 3.  | 18. Februar 2012 | Oberstdorf | Flugschanze |
| 4.  | 11. März 2012    | Oslo       | Großschanze |
| 5.  | 18. März 2012    | Planica    | Flugschanze |

### Weltcupsiege im Team
| Nr. | Datum           | Ort        | Typ         |
| --- | --------------- | ---------- | ----------- |
| 01. | 27. Jänner 2002 | Sapporo    | Großschanze |
| 02. | 4. März 2006    | Lahti      | Großschanze |
| 03. | 7. März 2009    | Lahti      | Großschanze |
| 04. | 14. März 2009   | Vikersund  | Flugschanze |
| 05. | 30. Jänner 2010 | Oberstdorf | Flugschanze |
| 06. | 29. Jänner 2011 | Willingen  | Großschanze |
| 07. | 6. Februar 2011 | Oberstdorf | Flugschanze |
| 08. | 12. März 2011   | Lahti      | Großschanze |
| 09. | 19. März 2011   | Planica    | Flugschanze |
| 10. | 3. März 2012    | Lahti      | Großschanze |
| 11. | 17. März 2012   | Planica    | Flugschanze |

### Grand-Prix-Siege im Team
| Nr. | Datum         | Ort      | Typ         |
| --- | ------------- | -------- | ----------- |
| 1.  | 22. Juli 2011 | Zakopane | Großschanze |

### Continental-Cup-Siege im Einzel
| Nr. | Datum             | Ort       | Typ           |
| --- | ----------------- | --------- | ------------- |
| 1.  | 17. Juli 1999     | Villach   | Normalschanze |
| 2.  | 24. Februar 2001  | Chamonix  | Normalschanze |
| 3.  | 17. Dezember 2004 | Harrachov | Großschanze   |

### Continental-Cup-Siege im Team
| Nr. | Datum            | Ort              | Typ         |
| --- | ---------------- | ---------------- | ----------- |
| 1.  | 10. Februar 2001 | Titisee-Neustadt | Großschanze |
| 2.  | 18. Februar 2001 | Planica          | Großschanze |

## Statistik

### Weltcup-Platzierungen
| Saison  | Platz | Punkte |
| ------- | ----- | ------ |
| 1998/99 | 99.   | 02     |
| 1999/00 | 49.   | 037    |
| 2000/01 | 36.   | 109    |
| 2001/02 | 08.   | 561    |
| 2002/03 | 34.   | 151    |
| 2004/05 | 48.   | 060    |
| 2005/06 | 15.   | 383    |
| 2006/07 | 12.   | 521    |
| 2007/08 | 13.   | 569    |
| 2008/09 | 09.   | 601    |
| 2009/10 | 08.   | 545    |
| 2010/11 | 06.   | 840    |
| 2011/12 | 12.   | 690    |
| 2012/13 | 29.   | 219    |
| 2013/14 | 72.   | 16     |

### Grand-Prix-Platzierungen
| Saison | Platz | Punkte |
| ------ | ----- | ------ |
| 1998   | 99.   | 02     |
| 1999   | 48.   | 004    |
| 2000   | 29.   | 052    |
| 2001   | 45.   | 016    |
| 2002   | 05.   | 244    |
| 2003   | 45.   | 020    |
| 2005   | 61.   | 08     |
| 2006   | 38.   | 064    |
| 2007   | 25.   | 094    |
| 2008   | 13.   | 171    |
| 2009   | 34.   | 048    |
| 2010   | 65.   | 013    |
| 2011   | 32.   | 070    |
| 2012   | 61.   | 013    |

## Auszeichnungen (Auszug)
- 2006: Goldenes Ehrenzeichen für Verdienste um die Republik Österreich
- 2012: Teil der österreichischen Mannschaft des Jahres (Nationalmannschaft Skispringen)
- 2012: Kärntner Sportler des Jahres[4]